# نيك فيتزجيرالد
نيك فيتزجيرالد (بالإنجليزية: Nicholas Fitzgerald)‏ هو لاعب كرة قدم أسترالي، ولد في 13 فبراير 1992 في Wahroonga ‏ في أستراليا. شارك مع منتخب أستراليا تحت 20 سنة لكرة القدم ومنتخب أستراليا تحت 23 سنة لكرة القدم. أما مع النوادي، فقد لعب مع نادي بريزبان رور ونادي بلاكتاون سيتي.

## وصلات خارجية
- نيك فيتزجيرالد على موقع قاعدة بيانات كرة القدم.إي يو (الإنجليزية)
- نيك فيتزجيرالد على موقع Soccerway.com (الإنجليزية)